# Cipamokolan
Cipamokolan is een bestuurslaag in het regentschap Bandung van de provincie West-Java, Indonesië. Cipamokolan telt 19.861 inwoners (volkstelling 2010).